# Гуманістична бібліотека (Селеста)
Гуманістична бібліотека (фр. Bibliothèque Humaniste); Селеста́ — бібліотека-музей, що належить до найвизначніших культурних надбань Ельзасу.
Власне тут йде мова про дві бібліотеки гуманістів зведені разом: приватна книгозбірня видатного науковця Беатуса Ренануса та бібліотека школи гуманістів в Селеста́.

## Бібліотека школи гуманістів

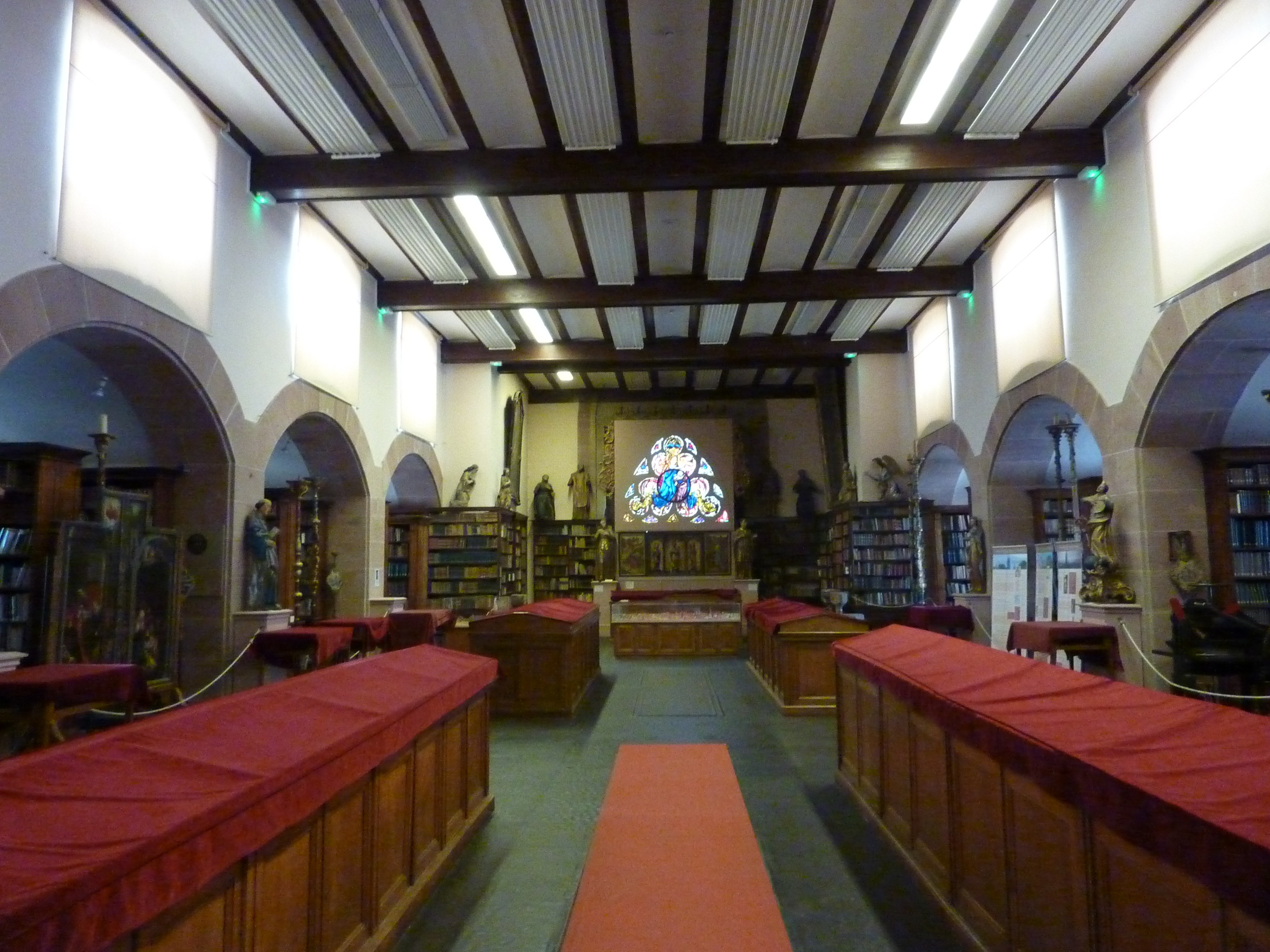
Головний читальний зал

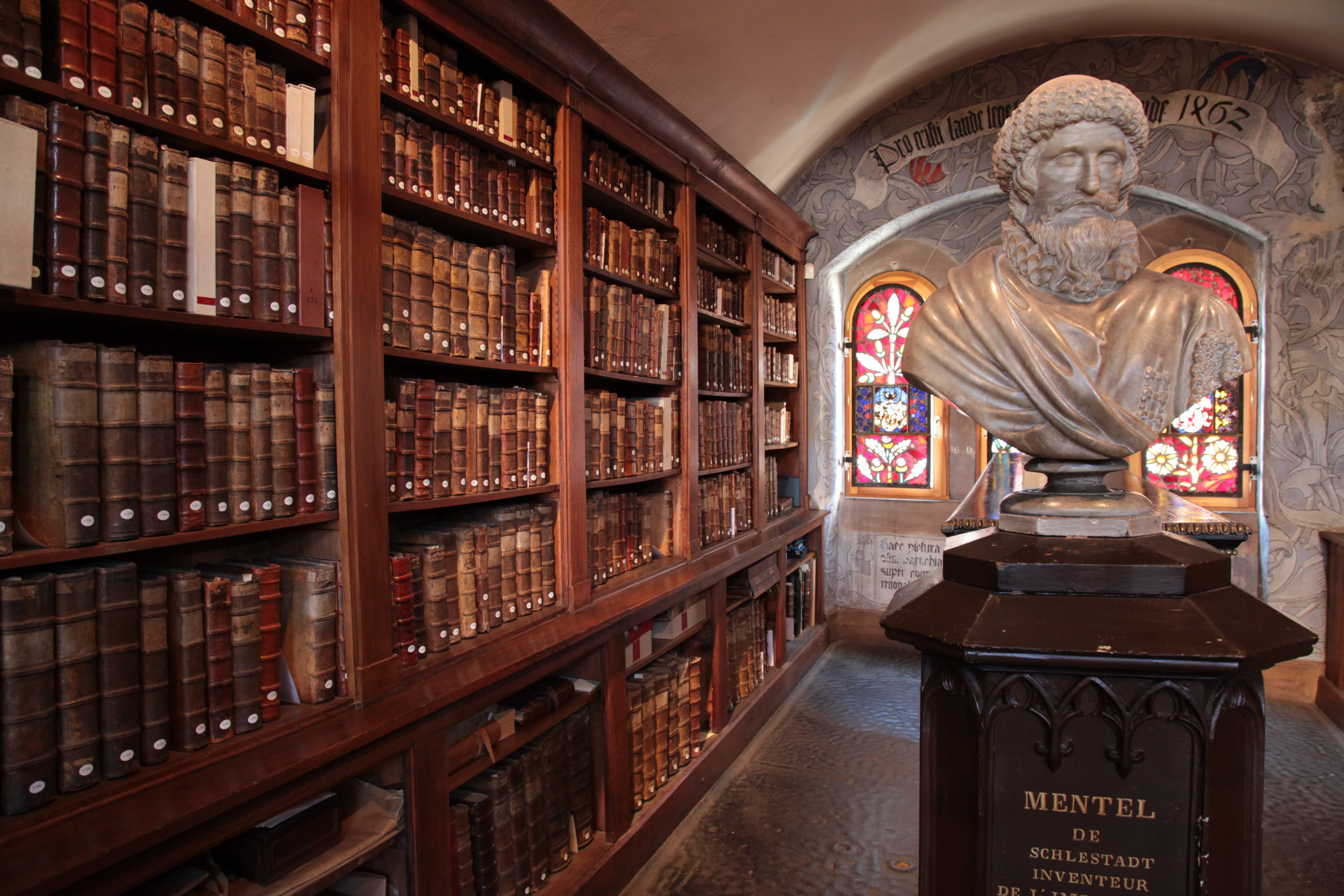
Бібліотека Беатуса Ренануса з погруддям Йоганнеса Ментеліна

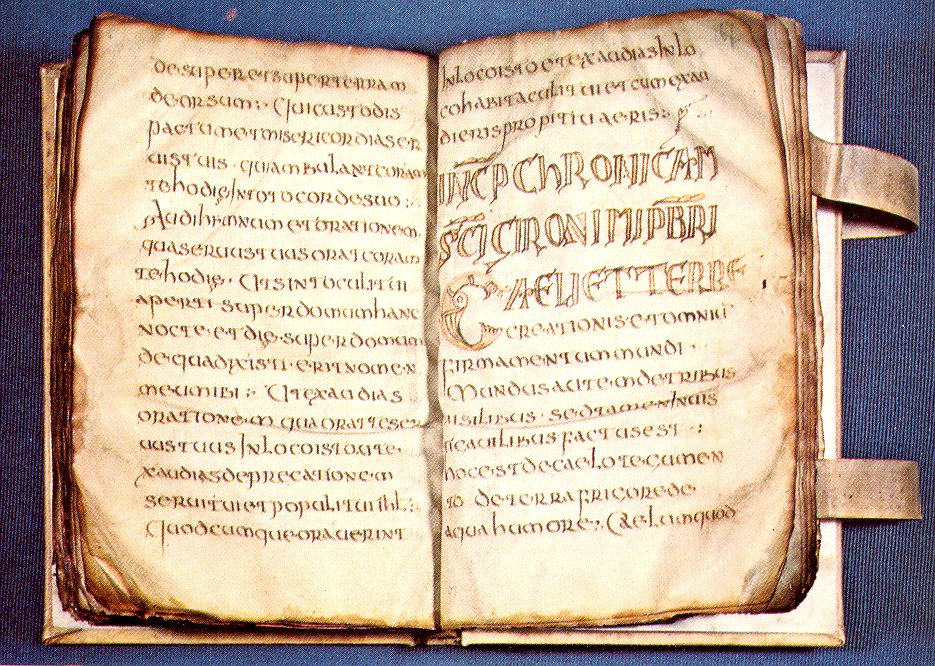
Найдавніша книга бібліотеки: меровінзький рукопис з 7 століття.

1441 року магістрат міста Селеста призначив Людвіга Дрінгенберга, вихідця з Вестфалії, завідувачем місцевої школи латинської мови. Призначення виявилося дуже вдалим. Дрінгенберг виявив себе як талановитий та заангажований педагог, відкритий до нових віянь часу. Під його керівництвом постала перша школа на Верхньому Рейні, в якій плекали дух ренесансного гуманізму. Наступники Дрінгенберга продовжили гуманістичну традицію й підняли престиж школи. Школа в Селеста́ стала місцем становлення цілої плеяди ельзаських гуманістів. До школи належала бібліотека, фонди якої поповнювалися через пожертви та дарунки. Осабливо великий внесок у фонд бібліотеки зробив теолог та історик Якоб Вімпфелінг.

## Бібліотека Беатуса Ренануса
Беатус Ренанус заповів усю свою приватну книгозбірню містові Селеста. 1547 року, в рік його смерті, бібліотека складалася з 670 шкіряних томів, зібраних Беатусом Ренанусом в Страсбурзі, Парижі, Базелі. Уже в ті часи бібліотека мала величезну вартість, оскільки книги й рукописи існували в дуже небагатьох примірниках й коштували надзвичайно дорого. Бібліотека Беатуса Ренануса є єдиною повністю збереженою донині бібліотекою епохи Відродження. Інші великі бібліотеки того часу, такі як бібліотека Еразма Роттердамського чи Йоганнеса Рейхліна, після смерті власинків були розпорошені серед багатьох книгозбірень.
2011 року бібліотека Беатуса Ренануса була занесена до списку ЮНЕСКО «Пам'ять світу».

## Відомі гуманісти з Селеста
Серед відомих ельзаських гуманістів, що займалися розбудовою бібліотеки в Селеста можна назвати такі імена:
- Якоб Вімпфелінг (1450–1528), теолог, історик, педагог.
- Мартін Буцер (1491–1551), теолог, ельзаський реформатор
- Якоб Шпігель (1483–1547), правник, радник Карла V Габсбурга
- Ієронім Гебвіллер (1473–1545), ректор школи
- Ганс Сапідус (1490–1561), ректор школи
- Якоб Тауреллус (1524–1579), радник Фердинанда I

## Сьогодення
З 1889 року обидві бібліотеки розмістилися під одним дахом в приміщенні колишнього критого ринку поряд з готичною церквою Святого Георгія. Бібліотека є публічним музеєм, книгами можуть користуватися науковці. До фондів входять 550 інкунабул, 460 середньовічних та ранньо-модерних рукописів, 2200 книг з 16 століття, 1600 книг з 17 століття, 2600 книг з 18 століття. Окрім того в бібліотеці виставлені твори сакрального мистецтва з 15 та 16 століть.
У 2012–2013 роках тут була розгорнута частина великої виставки «Верхньорейнський гуманізм».